# Уг
Уг (словац. Uh)  або Стужиця — річка в Словаччині (витоки) та Україні, в межах Великоберезнянського району Закарпатської області. Права притока Ужа (басейн Тиси).

## Опис
Довжина річки 13 км. Площа водозбірного басейну 83,4 км². Похил річки 48 м/км. Впадає в Уж за 133 км від його гирла.

## Розташування
Бере початок на території Словаччини, на південних схилах головного (вододільного) хребта Східних Бещадів. Тече переважно на південний схід через село Стужиця. Впадає до Ужа на південно-західній околиці села Загорба.
Притоки: Бистрий Потік, Соколів, Гусарів, Солосвинськи (ліві); Тихий, Чорний Потік (праві).